# Apache Ness
Ernesto Brown, más conocido como el Apache Ness,(Colón , 6 de agosto de 1971)  es un artista musical panameño de Reggae en español. Nació en Colón, Panamá. Hijo de Claudia Brown y Sr. Brown

## Historia
El 8 de junio de 1991, formó un grupo denominado El Colón Sensacional, el cual estaba conformado por sus hermanos Kely, Lopy y Lele, aparte de su persona. En este dio sus primeros pasos en la música Reggae en Español. El grupo sería finalmente bautizado Ness y Los Sensacionales, y conservaría dicho nombre.
En el año 1981, Ness adopta el nombre de Apache Ness, haciendo alusión a un apodo de la infancia. En 1987 surgió la oportunidad de hacer un disco que lo llevaría a la fama, llamado ‘’Cecilia pide mucha plata’’, el cual grabó con Los Sensacionales.
En 1991, después de la invasión de Panamá, El Apache Ness junto a Papa Chan, Kafu Banton, Calito Soul, Wassa Banga, Original Dan y The Sensational deciden unirse y formar el One Love One Blood, grupo musical que busca contrarrestar la negativa de la música violenta.
Hoy, el Apache Ness es reconocido internacionalmente como la mente, según la leyenda por su larga y exitosa carrera, uno de los pioneros del reggae en español. A lo largo de la Raza y La Ness Sensacional han grabado 9 discos, el primero de estos "Leyenda Viva" la más exitosa en la que el oro Bhuo obtuvieron por las 12 mil copias vendidas. Hoy en día Ernesto Brown ha edecidido cambiar su vida de artista secular para dedicarse a ser pastor evangélico llevando su mensaje por distintas regiones de Panamá.

## Discografía
- The Hurricane
- The Cubanito
- Many Calls Cecilia Plata
- Wild Rose
- Nothing Without You
- Nightmare Mix
- You have to give hard
- In the Mount
- After the Monte
- I am your love
- Santa Lucia
- She does not love you
- Mother
- Hato Hambo
- Cries
- Number 4 on my list
- The Warning
- Ready if
- I love you truly
- Destination
- The dance of the hip
- The divi divi
- I love you more than anyone
- Insurance
- The MaliAnta
- Pending
- Tell me
- Bit
- Love Love
- My Heart
- Phantom Girl
- She Loves Me
- To Be True
- Freckles
- Re
- Freckles
- Thank you Mother
- Your Freedom
- The Goldy
- People in Mind 1
- People in Mind 2
- People in Mind 3
- Pure Legend